# Scolopendra gigantea
A Scolopendra gigantea a százlábúak (Chilopoda) osztályának Scolopendromorpha rendjébe, ezen belül a Scolopendridae családjába tartozó faj.

## Előfordulása
A Scolopendra gigantea eredeti előfordulási területe Dél-Amerika északi része és a Karib-térség egyes szigetei. A következő országokban őshonos: Aruba, Curaçao, Kolumbia, Venezuela a Margarita szigettel együtt, valamint Trinidad. Az Amerikai Virgin-szigeteken, Haiti, Mexikóban és Hondurasban talált példányok, nagy valószínűséggel fogságból elszabadult százlábúak.

## Megjelenése
A legnagyobb százlábúak egyike; általában 26 centiméter hosszú, de néha akár 30 centiméteresre vagy ennél nagyobbra is megnőhet. Az állat hosszú teste 21-23 szelvényből áll, mindegyik szelvényen egy-egy lábpár ül. Habár sok lábat kell, hogy irányítson a Scolopendra gigantea támadáskor vagy meneküléskor igen gyors tud lenni. Fejét egy lapos pajzs védi. Fején két csáp és éles karommá átalakult lábpár van. Az átalakult lábaival juttatja áldozatába a mérgét. Szemei alig fejlettek, csak a fény és árnyak érzékelésére alkalmasak; emiatt a Scolopendra gigantea a tapogató csápjaira és a kémiai anyagokat érzékelő szerveire hagyatkozik. Testének oldalain kerek, háromszög alakú vagy S alakú nyílások vannak, ezek a légcsövekkel vannak összekötve.

## Életmódja
Ez a hosszú ízeltlábú a trópusi és szubtrópusi esőerdőket, valamint a trópusi száraz erdőket választja élőhelyéül. A Scolopendra gigantea ragadozó életmódot folytat. Tápláléka főleg rovarok és pókok, de egyéb százlábúak és gerincesek is. Képes jó nagy zsákmánnyal is elbánni, mint például gyíkokkal, békákkal, kígyókkal (akár 25 centiméteres példányokkal is), verébméretű madarakkal, egerekkel és denevérekkel is. Támadáskor, mint az óriáskígyók, az egész testével áldozatára tekerődik. A könnyebb táplálkozás céljából, ez a százlábú kisebb darabokat vág ki a zsákmányból.

## A Scolopendra gigantea és az ember
Újabban nagy népszerűségnek örvend a Scolopendra gigantea tartása. Azonban vigyázni kell, mivel ez az állat igen agresszív és ideges természetű. Mérge az emberre nézve is veszélyes lehet, főleg ha az ember allergiás a mérgére. Harapása fájdalmat, lázat, duzzanatot és elgyengülést okoz.

## Képek

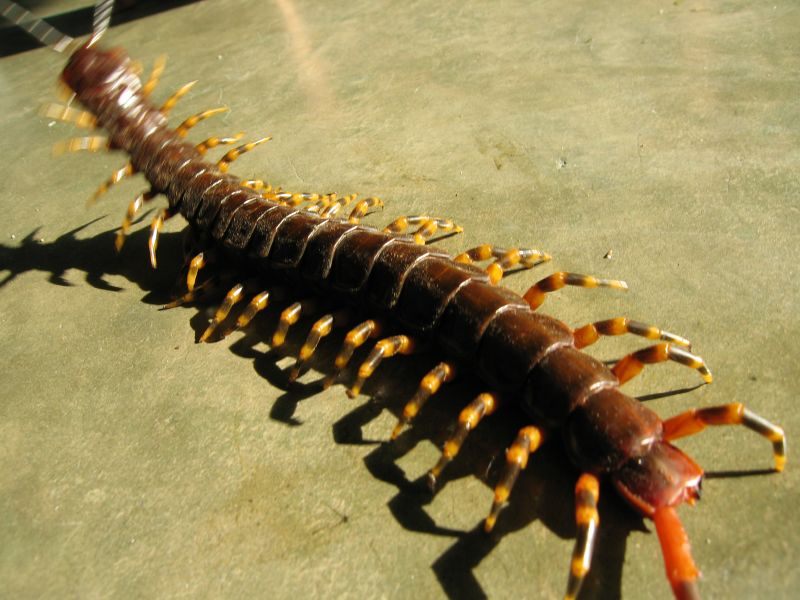
A lábain minta látható
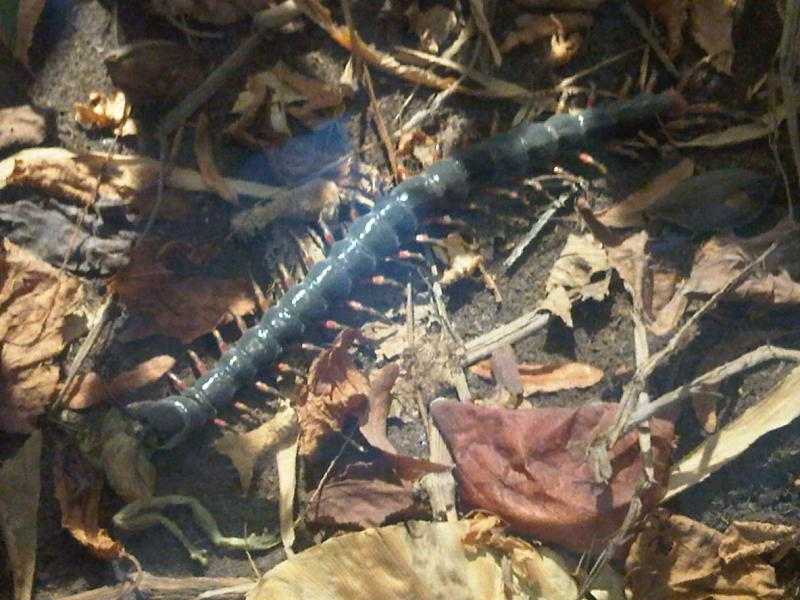
Scolopendra gigantea a londoni Természettudományi Múzeumban

## Fordítás
- Ez a szócikk részben vagy egészben  a   Scolopendra gigantea című angol Wikipédia-szócikk ezen változatának fordításán alapul.  Az eredeti cikk szerkesztőit annak laptörténete sorolja fel. Ez a jelzés csupán a megfogalmazás eredetét és a szerzői jogokat jelzi, nem szolgál a cikkben szereplő információk forrásmegjelöléseként.